# 萍踪侠影録
萍踪俠影録（へいそうきょうえいろく）は梁羽生の武俠小説の1つ。

## 概要
梁羽生の武俠小説のうち、明代から清代にかけてを舞台とした天山系列で第２部に当たる作品で、梁羽生の代表作でもある。
1958年1月1日から1960年2月16日にかけて、香港紙『大公報』に連載された。
物語は15世紀半ばの明代、土木の変を背景に、元朝末期の明朝太祖朱元璋と張士誠の対立に端を発する確執に代々の翻弄され続ける人々の人間模様が、主人公である張丹楓と雲蕾の運命的な恋愛を中心に描かれた歴史冒険活劇。
2008年10月現在、日本語翻訳版の出版は行われていない。

## 物語
15世紀の明代、明の廷臣・雲靖は使者として蒙古に赴くが、そこで漢人でありながら蒙古に仕える張宗周に陥れられて北辺の砂漠に放逐され、苦役を強いられる。
明朝の使臣としての誇りだけを支えに奴隷のような境遇を耐え抜くこと20年、息子をも失い、7歳の孫娘・雲蕾だけを連れてようやく祖国明へ逃げ延びた彼を待ち受けていたのは、朝廷からの蒙古に通じた売国奴という濡れ衣と、服毒死の沙汰だった。明朝への忠義に全てを捧げ、20年間の地獄のような苦しみに耐え抜いた結果がこれか。絶望した雲靖は、仇敵・張宗周の血を引く者は一人残らず殺すようにとの激烈な遺書を孫娘に残し、朝廷より賜った毒を呷って、自ら命を絶った。
10年後、成長した雲蕾は祖父の死の真相を探るため、上京する。その途中、張丹楓という若者に危難を救われる。颯爽としながら、義俠心に溢れた張丹楓に雲蕾は魅了され、2人は互いに惹かれ合う。だがこの張丹楓は、祖父を陥れ、父までを死に追いやった憎き仇敵・張宗周の息子だった。そして、幼い雲蕾に代わって張宗周を討つために蒙古に向かったはずの師伯・謝天華が取った弟子、つまり同門の兄弟子でもあった。
なぜ謝天華は仇敵の息子を弟子に取ったのか？　張宗周は本当に民族を裏切った売国奴なのか？　明朝誕生前夜の元朝末期、朱元璋と張士誠の抗争の背景に一体何があったのか？　謎が謎を呼ぶ中、明と蒙古の間の緊張が高まり、ついに蒙古の大軍が明への侵攻を開始する。許されぬ恋に思い悩みながらも、2人は目前に迫った国家の大難に身を投じていく…。 

## 登場人物
- 張丹楓
- 雲蕾
- 張宗周
- 雲靖
- 雲重
- 陳玄機
- 上官天野
- 謝天華
- 葉盈盈
- 潮音
- 黒摩訶
- 白摩訶

## 映像化作品
2003年、中国において『萍踪俠影録』を原作に、ホアン・ハイビンとファン・ビンビンを主演としたテレビドラマ『ヒロイック・レジェンド』が制作され、放送された。
2011年にも中国で、パン・ユエミンとドン・ジエ主演のテレビドラマ『萍踪俠影』が制作、放送された。